# (11016) Borissov
Pour les articles homonymes, voir Borissov.
(11016) Borissov est un astéroïde de la ceinture principale.

## Description
(11016) Borisov est un astéroïde de la ceinture principale. Il fut découvert le 16 septembre 1982 à Nauchnyj par Lioudmila Tchernykh. Il présente une orbite caractérisée par un demi-grand axe de 2,31 UA, une excentricité de 0,12 et une inclinaison de 6,4° par rapport à l'écliptique.

## Compléments